# Csong Ungvol
Csong Ungvol (hangul: 정은궐, RR: Jeong Eun-gwol) dél-koreai írónő, akinek két regényéből rendkívül sikeres televíziós sorozatokat készítettek.

## Könyvei
- 2004: Kunjoi matszon pogoszo (그녀의 맞선 보고서 , Geunyeoui matseon bogoseo)
- 2005: Herul phumun tal (해를 품은 달, Haereul pumeun dal) (televíziós sorozat: Moon Embracing the Sun, 2012)
- 2007: Szonggjungvan juszengduri nanal (성균관 유생들의 나날, Seonggyungwan yusaengdeurui nanal) (televíziós sorozat: Sungkyunkwan Scandal, 2011)
- 2009: Kjudzsanggak kaksinduri nanal (규장각 각신들의 나날, Gyujanggak gaksindeurui nanal)